# Ли Фанвей

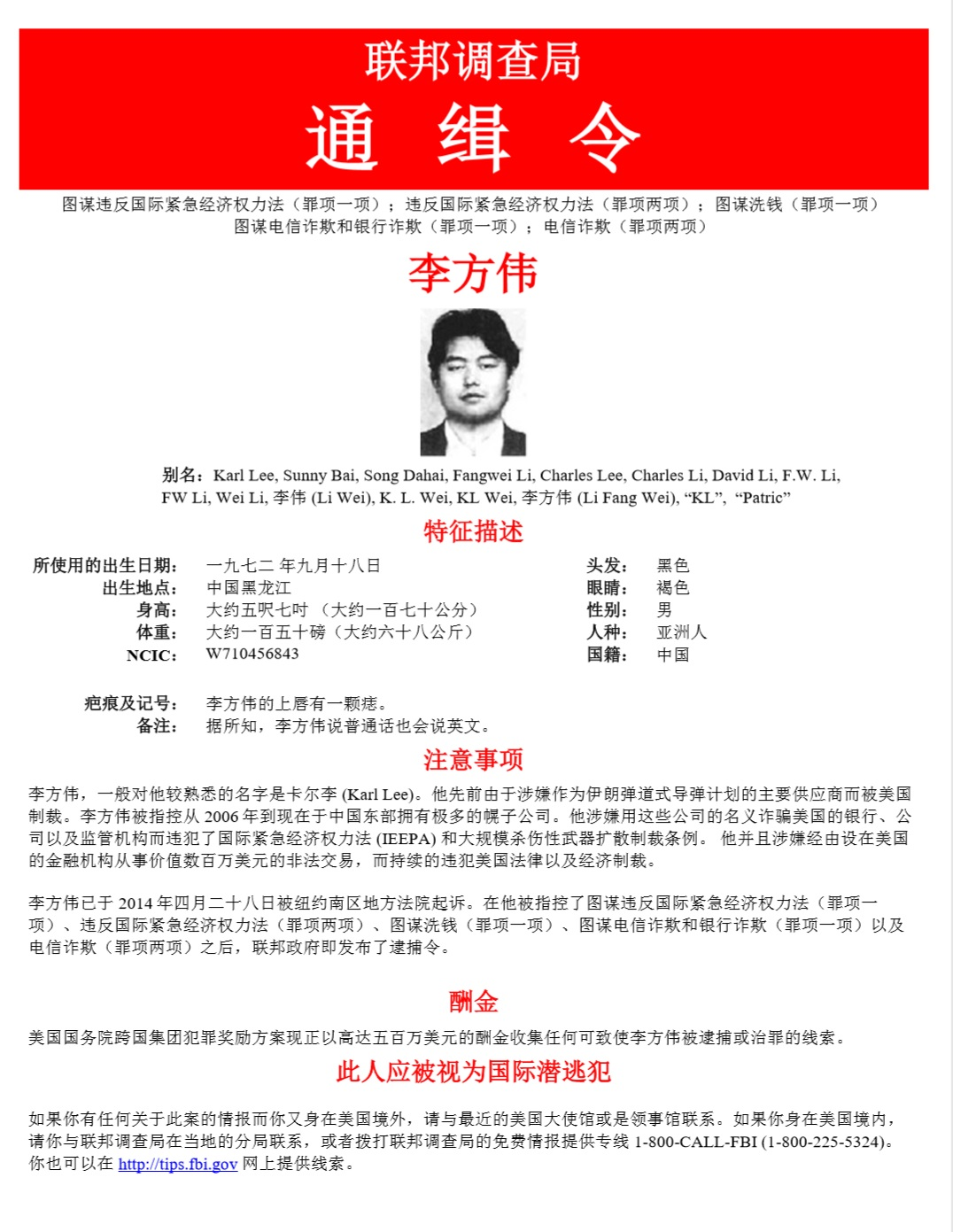

Ли Фанвэй (кит. 李方伟, родился 18 сентября 1972 года) — китайский предприниматель и международный торговец оружием. 28 апреля 2014 года Соединенные Штаты предъявили ему обвинение, утверждая, что он подозревается в нарушении санкций и правил, использовании подставных компаний для проникновения в американскую финансовую систему и предоставлении Ирану технологий, связанных с производством баллистических ракет (Ракетное оружие Ирана).
Ли Фанвэй — один из немногих граждан Китая, включенных в список самых разыскиваемых ФБР преступников. В 2014 году Государственный департамент США также предложил вознаграждение в размере до 5 млн долл США, за предоставление сведений, которые помогут арестовать Ли Фанвэя.

## Связь с китайским правительством
Сообщается, что Ли Фанвэй пользовался поддержкой Народно-освободительной армии благодаря связям своего деда. Поскольку США и Китай не подписали договор об экстрадиции, Ли Фанвэй в настоящее время может находиться под защитой китайского правительства. Он по-прежнему управляет несколькими компаниями, экспортирующими в Иран комплектующие и технологии для производства ракет дальнего действия.